# Liliane Skalecki

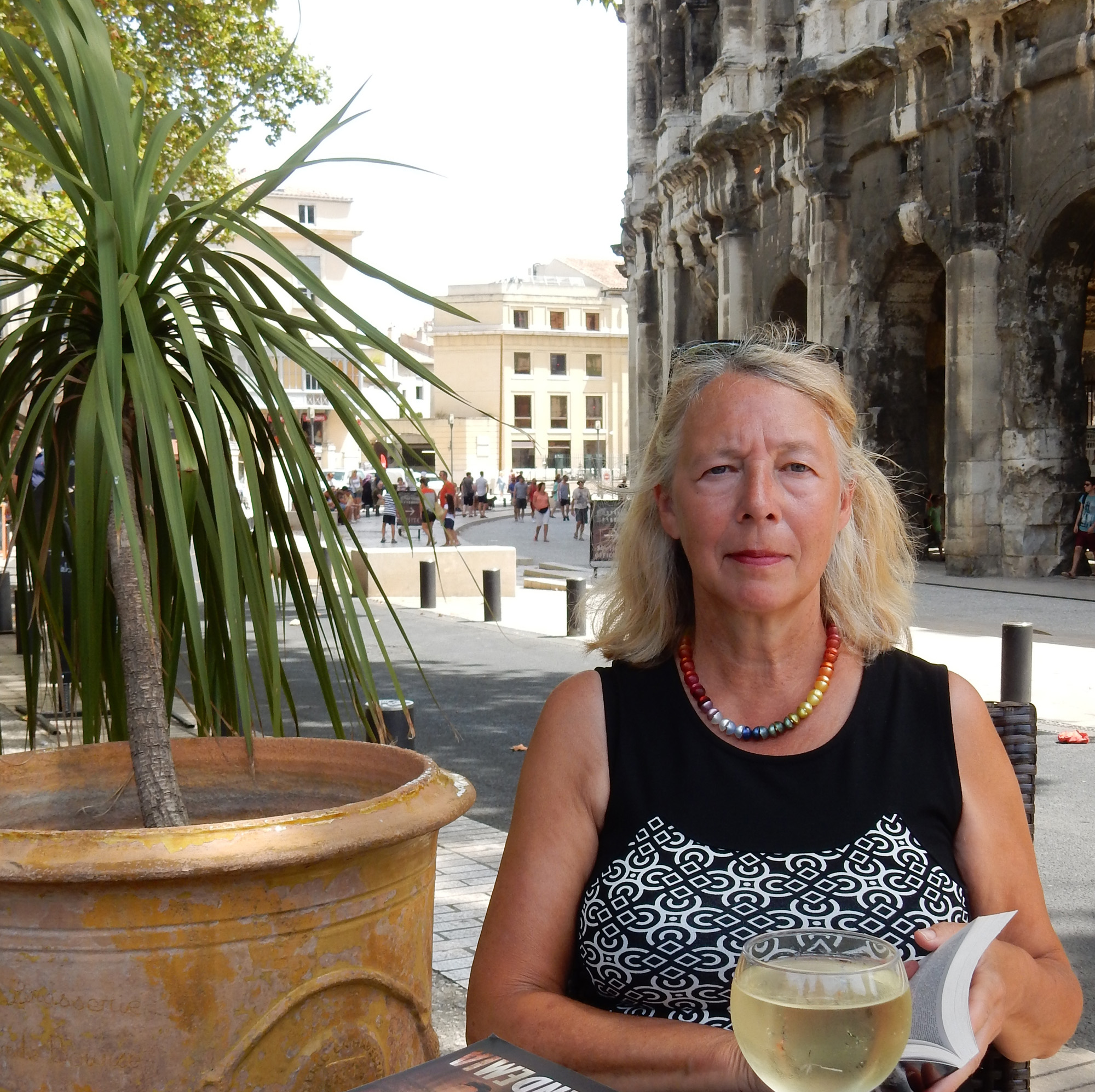
Liliane Skalecki (2017)

Liliane Skalecki, geb. Fontaine (* 20. Juni 1958  in Saarlouis), ist eine deutsche Kunsthistorikerin und Krimiautorin. Sie schreibt auch unter den Pseudonymen "Liliane Fontaine" und "Lili Andersen".

## Biografie
Skalecki war als Kind häufig bei Verwandten in Frankreich und hatte viele Urlaube mit den Eltern im Midi und der Bretagne verbracht. Sie machte nach ihrem Abitur (1978) zunächst eine zweijährige Banklehre. Danach studierte sie  Kunstgeschichte, Klassische und Vorderasiatische Archäologie an der Universität des Saarlandes in Saarbrücken und wurde dort 1991 zum Dr. phil. promoviert. Bis 2012 war sie freiberuflich tätig, schrieb Chroniken, Unternehmerbiografien, wirkte für ein Archiv zum Saarbereich und organisierte Ausstellungen. 
Mit Biggi Rist schrieb Skalecki sieben Kriminalromane im Gmeiner-Verlag. Seit 2018 arbeitete sie alleine unter ihrem Geburtsnamen Liliane Fontaine für den Piper Verlag München. Seit 2021 schreibt sie zusätzlich für den Heyne Verlag (Randomhouse) München unter dem Pseudonym Lili Andersen eine Inselköchin-Saga.
Sie ist mit dem Kunsthistoriker Georg Skalecki verheiratet, der 2001 zum Leiter des Landesamtes für Denkmalpflege Bremen berufen wurde. Das Ehepaar hat drei Kinder und lebt seit 2001 in Bremen, zeitweilig in der Nähe von Nîmes in Frankreich.

## Sachbücher (Auswahl)
Skalecki schrieb als Kulturwissenschaftlerin zahlreiche Fachartikel rund um die Pferdekultur, zur Kunst und zur Architektur.
- Das Reithaus. Untersuchungen zu einer Bauaufgabe im 17. bis 19. Jahrhundert. Georg Olms Verlag, Hildesheim 1992, ISBN 978-3-487-09631-5 (zugleich Dissertation, Universität Saarbrücken 1991).
- 150 Jahre Bremer Rennverein von 1857 e. V. – Die Chronik. Pferdesportverlag Ehlers, Bremen 2006 (Festschrift).
- Detlef Hegemann. Mensch, Unternehmer, Stifter. Zum 80. Geburtstag 6. November 2007. Verlag M. Simmering, Lilienthal 2007 (Festschrift für Detlef Hegemann).
- mit Georg Skalecki, Lydia Niehoff und Stefan Offenhäuser (Red.): 475 Jahre Haus Schütting / Handelskammer Bremen. Schünemann Verlag, Bremen 2012, ISBN 978-3-7961-1004-7.
- Margarethe von Post. Geschichte der Stiftung. Herausgegeben von der Margarethe von Post-Stiftung anlässlich ihres 100-jährigen Bestehens. Bremen 2014.

## Belletristik (Auswahl)

### Reihe Kommissar Hölzle
Skalecki schrieb als Coautorin mit Biggi Rist mehrere Kriminalromane.
- Schwanensterben. Gmeiner-Verlag, Meßkirch 2012, ISBN 978-3-8392-1230-1.
- Rotglut. Gmeiner-Verlag, Meßkirch 2013, ISBN 978-3-8392-1442-8.
- Mordsgrimm. Gmeiner-Verlag, Meßkirch 2014, ISBN 978-3-8392-1615-6.
- Rabenfraß. Gmeiner-Verlag, Meßkirch 2016, ISBN 978-3-8392-1832-7.
- Frostkalt. Gmeiner-Verlag, Meßkirch 2017, ISBN 978-3-8392-2156-3.

### Reihe Abendroth und Hanfstängl
Ebenfalls zusammen mit Biggi Rist schrieb Skalecki eine zweite Krimireihe.
- Ausgerottet. Gmeiner-Verlag, Meßkirch 2017, ISBN 978-3-8392-2052-8.
- Elitewahn. Gmeiner-Verlag, Meßkirch 2018, ISBN 978-3-8392-2309-3.

### Kurzgeschichten
Skalecki schrieb als Alleinautorin mehrere Kurzgeschichten.
- Der Bilderwächter. In: Toby Martins und Liliane Skalecki (Hrsg.): Muse, Mord und Pinselstrich. 22 illustrierte Kunstkrimis. Edition Falkenberg, Bremen 2014, ISBN 978-3-95494-048-6, S. 129–136.
- Die drei Klatschbasen. In: Jürgen Alberts und Toby Martins (Hrsg.): Tod im Ratskeller (Böse bechern in Bremen). Leda Verlag, Leer 2016, ISBN 978-3-86412-200-2, S. 146–154.
- Die heiße Schlacht ums Kükenragout. In: Toby Martins (Hrsg.): Der Tod tischt auf. 23 mörderische Rezept-Geschichten aus Bremen und umzu. Edition Falkenberg, Bremen 2017, ISBN 978-3-95494-141-4, S. 110–118.
- Weihnachten au Chocolat – Burg Falkenstein. In: Roland Lange (Hrsg.): Hexentrank und Halleluja. Kriminelle Weihnachtsgeschichten aus dem Harz. Prolibris Verlag,  Kassel 2017, ISBN 978-3-95475-155-6, S. 50–63.
- Sommertod in Lesmona. In: Miriam Phillips, Maritta Alberts und Jürgen Alberts (Hrsg.): Der Tod feiert mit. Kriminalgeschichten um Bräuche und Feste aus Bremen und umzu. Edition Temmen, Bremen 2018, ISBN 978-3-8378-7046-6, S. 150–159.

### Südfrankreich-Krimis / als Liliane Fontaine
Skalecki schrieb unter dem Pseudonym Liliane Fontaine Kriminalromane um die Richterin Mathilde de Boncourt.
- Die Richterin und die Tote vom Pont du Gard. Ein Fall für Mathilde de Boncourt 1. Piper Verlag, München 2018, ISBN 978-3-492-50178-1.
- Die Richterin und die tote Archäologin. Ein Fall für Mathilde de Boncourt 2. Piper Verlag, München 2019, ISBN 978-3-492-50218-4.
- Die Richterin und der Kreis der Toten. Ein Fall für Mathilde de Boncourt 3. Piper Verlag, München 2020, ISBN 978-3-492-31557-9.
- Die Richterin und das Ritual des Todes. Ein Fall für Mathilde de Boncourt 4. Piper Verlag, München 2021, ISBN  978-3-492-31567-8.
- Die Richterin und der Tanz des Todes. Ein Fall für Mathilde de Boncourt 5. Piper Verlag, München 2022, ISBN 978-3-492-31834-1.
- Die Richterin und das Erbe der Toten. Ein Fall für Mathilde de Boncourt 6. Piper Verlag, München 2023, ISBN 978-3-492-31936-2.
- Die Richterin und der Todesbote. Ein Fall für Mathilde de Boncourt 7. Piper Verlag, München 2024, ISBN 978-3-492-31977-5
- Die Richterin und das Todesspiel. Ein Fall für Mathilde de Boncourt 8. Piper Verlag, München 2025, ISBN 978-3-492-32038-2

### Nordsee-Krimis / als Lili Andersen
Skalecki schrieb unter dem Pseudonym Lili Andersen Kriminalromane um die Inselköchin Louise Dumas.
- Krabbenchanson. Die Inselköchin ermittelt. Ein Nordseekrimi. Inselköchin 1. Heyne Verlag, München 2021, ISBN 978-3-453-42500-2.
- Austern surprise. Die Inselköchin ermittelt. Ein Nordseekrimi. Inselköchin 2. Heyne Verlag, München 2022, ISBN 978-3-453-42510-1.
- Mousse mit Schuss. Die Inselköchin ermittelt. Ein Nordseekrimi. Inselköchin 3. Heyne Verlag, München 2023, ISBN 978-3-453-42736-5.

### Heimat-Thriller
Skalecki schrieb unter ihrem Namen einen Thriller rund um den fiktiven Autor Niklas Westphal, der an den Ort seiner Kindheit zurückkehrt.
- Dunkeldorf. Thriller. Heyne Verlag, München 2024, ISBN 978-3-453-44150-7.